# 扎拉區

扎拉区在乌姆布瓦吉省的位置

35°32′41″N 7°30′57″E / 35.5448°N 7.5157°E
扎拉區（阿拉伯语：‎），是阿爾及利亞的行政區，位於該國東北部，由烏姆布瓦吉省負責管轄，首府設於扎拉，面積401平方公里，2008年人口15,317，人口密度每平方公里38人。